# Thomomys talpoides
Thomomys talpoides är en däggdjursart som först beskrevs av Richardson 1828.  Thomomys talpoides ingår i släktet Thomomys och familjen kindpåsråttor. IUCN kategoriserar arten globalt som livskraftig. Inga underarter finns listade i Catalogue of Life. Wilson & Reeder (2005) skiljer mellan cirka 30 underarter. 

## Utseende
Arten blir med svans 16,5 till 26,0 cm lång och svanslängden är 4,0 till 7,4 cm. Djuret väger 60 till 160 g och honor är lite mindre än hannar. Liksom andra kindpåsråttor har arten korta extremiteter och kindpåsar för att bära föda. Den mjuka pälsen är gråbrun, brun eller gulbrun. Under våren när pälsen byts är tvärgående band synliga. Kännetecknande är en slät framsida vid de övre framtänderna samt korta avrundade öron (allmänt kortare än 0,7 cm).

## Utbredning
Denna gnagare förekommer i västra Nordamerika. Utbredningsområdets norra gräns sträcker sig från Manitoba till British Columbia (Kanada), den östra gränsen över North Dakota, South Dakota, Nebraska och Colorado till New Mexico (alla USA) och den södra gränsen över Arizona till Kalifornien. I väst når arten även Washington och Oregon men inte fram till Stilla havet. Habitatet varierar mellan stäpper med glest fördelade buskar, bergsängar och andra gräsmarker, tundra, jordbruksmark och trädgårdar.

## Ekologi
Thomomys talpoides gräver underjordiska tunnelsystem och den är hela året aktiv (ingen vinterdvala). Under mycket kalla eller varma dagar vilar individerna i boet. De kan vara aktiva på dagen och på natten, främst på morgonen och vid senare kvällen. Hanar och honor lever utanför parningstiden ensam.
Vid revirets gränser kan korta strider äga rum där individerna slår med de kloförsedda framtassarna i luften med dem står på bakfötterna. Ibland biter de varandra. Thomomys talpoides accepterar däremot andra djur i boet som paddor, salamandrar, hjortråttor, sorkar och ryggradslösa djur. Arten gräver med hjälp av tänderna och händerna. I boet förekommer vanligen an avfallskammare som sedan stängs med jord. Vid boets utgångar syns jordhögar som har en diameter av cirka en meter och en höjd av cirka en halv meter.
Beroende på årstid äter gnagaren olika växtdelar som rötter och stjälkar av örter, gräs, frön eller rotfrukter. Den hittar födan oftast nära boets utgångar och underjordiska växtdelar direkt i tunnlarna. Inom boet skapas flera förrådsrum. Före vintern kan hela reserven väga upp till 3 kg. Thomomys talpoides gräver sig under vintern fram till buskar som är täckta av snö och äter bark samt kvistar.
I norra delen av utbredningsområdet har honor bara en kull per år. Efter dräktigheten som varar i 18 till 19 dagar föds mellan april och sen maj (eller sällan juni) tre till tio ungar. Vid födelsen är ungarna nakna, blinda och döva. De börjar med fast föda efter ungefär 17 dagar och efter 6 till 8 veckor slutar honan med digivning. Ungarna har cirka 26 dagar efter födelsen öppna ögon och öron. Könsmognaden infaller under följande vår.